# 側斑寬額魨
側斑寬額魨為輻鰭魚綱魨形目四齒魨亞目四齒魨科的其中一種，分布於西太平洋新幾內亞及澳洲北部海域及半鹹水域，體長可達19公分，棲息在底層水域，生活習性不明。

## 扩展阅读
維基物種上的相關：側斑寬額魨